# Exomalopsis heteropilosa
Exomalopsis heteropilosa là một loài Hymenoptera trong họ Apidae. Loài này được Strand mô tả khoa học năm 1910.